# 福尔克尔·大卫·基希纳
福尔克尔·大卫·基希纳（德語：Volker David Kirchner，1942年6月25日 – 2020年2月4日），德国作曲家、中提琴家。在彼得·科内利乌斯音乐学院、科隆音乐学院和代特莫尔德音乐学院学习小提琴和作曲后，他在法兰克福广播交响乐团担任了几十年的中提琴手。同时，他也是他的小提琴老师君特·克尔创立的克尔三重奏的中提琴手，并在威斯巴登黑森州立劇院担任配乐作曲家。
他以德国各大歌剧院委托创作的歌剧而闻名。《婚礼》（德語：Die Trauung）于1975年在威斯巴登黑森州立剧院首演，《伊扎克·巴别尔的五分钟》（德語：Die fünf Minuten des Isaak Babel）被称为是一部风景画般的安魂曲，于1980年在伍珀塔尔歌剧院首演，而《吉尔伽美什》（Gilgamesh）则是为2000年世博会而创作，并在漢諾威國立歌劇院上演。他的歌剧经常关注历史人物，如薩佛納羅拉和古腾堡。基希纳还创作了两部交响曲、协奏曲、键盘音乐、宗教音乐（如为美茵茨主教座堂而作的 Missa Moguntina）以及室内乐。他的音乐在国际上被录制与演出。

## 生平
基希纳出生于美因茨，他的第一堂小提琴课是跟祖父学的。1956年至1959年，他在美因茨的彼得·科内利乌斯音乐学院学习，小提琴师从君特·克尔，作曲师从君特·拉斐尔。在克尔的推荐下，他又于1959年至1963年在科隆音乐学院学习，在那里他受到作曲家贝尔恩德·阿洛伊斯·齐默尔曼、卡尔海因茨·施托克豪森和皮埃尔·布莱兹的影响。1964年至1965年，基希纳在代特莫尔德音乐学院跟随蒂博尔·瓦尔加进一步学习。他曾在科隆的爵士乐队中演奏。

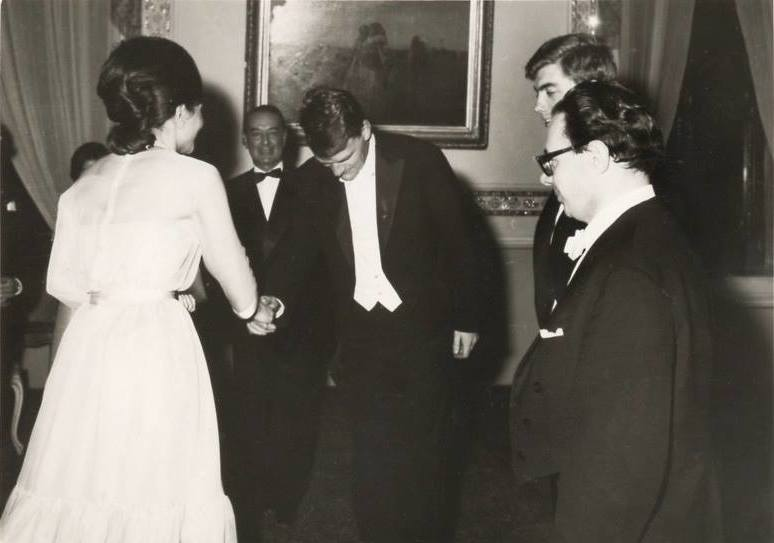
1965年4月13日，在大理石宫 (德黑兰)举行的克尔三重奏音乐会后，法拉赫·巴列維向（左起）布劳恩霍尔茨、基希纳和克尔致意

1962年至1964年，基希纳在科隆室内乐团科隆莱茵室内乐团（德語：Rheinisches Kammerorchester Köln）担任首席中提琴手。1966年至1988年担任法兰克福广播交响乐团（RSO）的中提琴手。作为室内乐演奏家，他与他的小提琴老师以及大提琴家伯恩哈德·布劳恩霍尔茨（德語：Bernhard Braunholz）组成克尔三重奏，在团中演奏中提琴，并在南美、北非和近东地区录制和巡演。1970年，他在威斯巴登与人共同成立了70乐团（Ensemble 70）。1972年至1974年，他还担任威斯巴登黑森州立劇院的配乐（德語：Bühnenmusik）作曲家。这为他的歌剧创作中文本和音乐的关系做了准备。
1975年，他改编自維爾托德·貢布羅維奇同名戏剧的第一部歌剧《婚礼》首演，从而为人所知。1975年4月27日在威斯巴登国家剧院上演，由齐格弗里德·科勒指挥。随后，基希纳受托创作更多的舞台作品。八十年代，音乐总监（德語：Generalmusikdirektor）齐格弗里德·科勒在威斯巴登推广了他的歌剧，1981年指挥了根据威廉·豪夫的童话改编的《冰冷的心》（德語：Das kalte Herz），1987年进行了修改，于1988年10月27日在慕尼黑的格特纳广场国家剧院上演。基希纳的《伊扎克·巴别尔的五分钟》，副标题为《风景安魂曲》，于1980年4月19日在伍珀塔尔歌剧院首演，由汉斯-马丁·施奈特指挥，弗里德里希·迈尔-厄特尔担任舞台执导。1985年，《伯沙撒》（德語：Belshazar）在巴伐利亞國立歌劇院首演，《吉尔伽美什》为2000年汉诺威世博会首演。漢諾威國立歌劇院的演出由汉斯-彼得·莱曼执导，布景由埃克哈德·格吕布勒（德語：Ekkehard Grübler）设计，由斯特凡·桑德林指挥。他的小提琴协奏曲于1984年在柏林愛樂廳首演，而他的安魂曲 Messa di Pace 则于1990年在莫斯科的一个音乐节开幕式上首演。小提琴家乌尔夫·赫尔舍和克里斯蒂安·特茲拉夫，中提琴家塔贝亚·齐默尔曼，大提琴家馬友友、沃尔夫冈·伯特歇尔和马丁·奥斯特塔格，钢琴家拉斯·福格特和尼娜·提琪曼等音乐家与指挥家格尔德·阿尔布雷希特、萊夫·賽格斯坦和伊利亞胡·殷巴爾等合作演奏了他的音乐。
1988年，基希纳搬到美因茨，成为一名自由作曲家。1992年，受瓦尔特·芬克的邀请，他成为莱茵高音乐节中作曲家肖像（德語：Komponistenporträt）的第三位作曲家。1997年，美因茨邦立剧院的小房子（德語：Kleines Haus）以他的《迷宫》（Labyrinthos）开张。2010年，他与细川俊夫、赫尔穆特·拉亨曼、沃尔夫冈·里姆和尤克·威德曼的音乐在莱茵高音乐节的音乐会上为瓦尔特·芬克庆祝80岁生日。他的钢琴曲名为《拾穗》（德語：Nachlese）。
基希纳于2020年2月4日在威斯巴登去世，享年77岁。

## 作品
基希纳的创作包括独奏作品、弦乐四重奏和其他室内乐、交响曲和独奏协奏曲，最后是舞台作品。他的歌剧往往具有政治背景。1980年的作品《伊扎克·巴别尔》表现了一个人面对俄国革命的情景。2011年的歌剧《萨佛纳罗拉》（Savonarola）讲述一个宗教狂热者的短暂统治。2012年创作的《古腾堡》（Gutenberg），展现了来自美因茨的天才在介绍自己的发明时遇到的困难。基希纳在1993年特别为美茵茨主教座堂创作了弥撒 Missa Moguntina，反映了他的文化根基。文本是由诗篇130篇 De profundis 扩展成的拉丁弥撒，基希纳研究了大教堂的声学环境。
基希纳的作品由硕特出版，包括：
歌剧
- 《仪式》（德語：Riten），描述为“为小型声音剧院而作”（德語：für kleines Klangtheater），1971年首演于格拉茨，施泰尔秋季艺术节（德语：Steirischer Herbst），之后在威斯巴登黑森州立劇院[14]
- 《婚礼》（德語：Die Trauung，1974），改编自维尔托德·贡布罗维奇，1975年4月27日首演于威斯巴登黑森州立剧院[15]
- 《伊扎克·巴别尔的五分钟，由十二幅图景组成的风景安魂曲》（德語：Die fünf Minuten des Isaak Babel, Szenisches Requiem in zwölf Bildern，1977–79），1980年4月19日首演于伍珀塔尔歌剧院[16]
- 《冰冷的心 / 一部德国童话》（德語：Das kalte Herz / Ein deutsches Märchen），改编自威廉·豪夫（1980），1981年首演于威斯巴登，1987年修改，之后1988年10月27日于格特纳广场国家剧院（英语：Staatstheater am Gärtnerplatz）演出[17]
- 《伯沙撒》（德語：Belshazar，1986）；巴伐利亞國立歌劇院委托创作，1985年1月25日首演[18]
- 《厄里倪厄斯》（Erinys），分为两部分的哀歌，改编自埃斯库罗斯的《俄瑞斯忒亚》（1986–89），1990年4月15日首演于伍珀塔尔[19]
- 《爱之地狱》（義大利語：Inferno d'amore，Shakespearion I），改编自莎士比亚和米开朗基罗（1992），1995年3月12日舞台首演于下萨克森州国立歌剧院的 Ballhof（德语：Ballhof）[20]
- 《迷宫》（Labyrinthos，Shakespearion II，1994/95），1997年10月17日为美因茨邦立剧院（英语：Staatstheater Mainz）的小房子开张首演于美因茨[21]
- 《吉尔伽美什》（Gilgamesh，2002），下萨克森州国立歌剧院值2000年世界博览会之际委托创作，2000年5月20日首演[8][22]
- 《阿赫斯维》（Ahasver），风景清唱剧（1998–2000），比勒费尔德歌剧院（英语：Bielefeld Opera）委托创作，2001年首演[23]
- 《萨佛纳罗拉》（Savonarola）2011年于基尔歌剧院（英语：Opernhaus Kiel）首演[2]
- 《古腾堡》（Gutenberg，2011–12），2016年3月24日首演于埃尔福特[12]

宗教音乐
- 《安魂曲 - 和平弥撒》（義大利語：Requiem – Messa di Pace），为独唱家，合唱团和管弦乐团而作（1988）
- Missa Moguntina，为独唱家，合唱团，两个回声合唱团，管弦乐团和管风琴而作（1993）
- Aus den 53 Tagen，为独唱家，混合合唱团，男合唱团，男童合唱团，演讲者（传教士）和管弦乐团而作（1998）；由美因茨第93届天主教日委托创作

管弦
- 《合唱变奏曲》（Choral Variations），为15件独奏弦乐器而作（1967–1968）
- 《肖像一》（德語：Bildnisse I），为管弦乐团而作（1981–1982）
- 《肖像二》（德語：Bildnisse II），为管弦乐团而作（1983–1984）
- 《肖像三：致敬W. A. 莫扎特》（德語：Bildnisse III: Hommage à W. A. Mozart），为小型管弦乐团而作（1989–1991）
- 第2号交响曲「神话」（德語："Mythen"，1992），于威斯巴登莱茵高音乐节首演

协奏
- 《夜曲：瓦格纳式和弦进行变奏曲》（德語：Nachtstück: Varianten über eine Wagnersche Akkordverbindung），为中提琴和室内管弦乐团而作（1980–1981，修改于1983年)
- 《示播列》（德語：Schibboleth），为中提琴和管弦乐团而作的协奏音诗（法語：Poème Concertante）（1989）
- 小提琴协奏曲（致敬克里斯托弗·潘德列茨基，1981–1982）
- 双簧管协奏曲（1997–1998）

室内乐
- 《附鬼》（德語：Dybuk），为独奏马林巴而作（1995）
- 《列王纪》（德語：Aus dem Buch der Könige），为独奏大提琴而作的三部冥想音乐（2000）
- 钢琴三重奏（1979）
- [第1号]弦乐四重奏（1982–1983）
- Mysterion，为中音长笛，圆号，柔音中提琴，大提琴和钢琴而作（1985）
- 《奥菲欧的挽歌》（義大利語：Lamento d'Orfeo），为圆号和钢琴而作（1986）
- 《三首歌》（德語：Drei Lieder），为中音，圆号，小提琴，大提琴和钢琴而作（1985–1986）
- 《而后所罗门说……》（德語：Und Salomo sprach ...），为独奏大提琴而作（1987）
- 《三首诗》（義大利語：Tre poemi），为圆号和钢琴而作（1986–1987）
- 《蓝色的哈利昆（致敬毕加索）》（德語：Der blaue Harlekin (Hommage à Picasso)），为长笛，单簧管，2支巴松管（以及低音巴松管），2支小号和2支长号（1981）
- Saitenspiel，为小提琴和大提琴而作（1993）
- 《客西马尼》（Gethsemani），为弦乐六重奏而作的夜曲（1994）
- 为单簧管，小提琴，大提琴和钢琴而作的四重奏（1984）
- 《夜之歌》（義大利語：Il canto della notte），为单簧管，圆号，钢琴，小提琴，中提琴和大提琴而作的音诗（1997–1998）
- 《俄耳甫斯歌曲二》（德語：Orphischer Gesang II），为弦乐六重奏而作（1998）
- 弦乐三重奏（2000）
- 第2号弦乐四重奏（1999）
- 第3号弦乐四重奏（2000）
- 伴有必要单簧管的第4号弦乐四重奏（2000）
- 第5号弦乐四重奏（2000，修改于2002）
- 第6号弦乐四重奏（2000）
- "Meine Augen möchte ich erfreuen, Shulamith..."，为长笛，圆号，中提琴，大提琴和钢琴而作（2001）
- 《皮埃罗的绞架之歌》（德語：Pierrots Galgenlieder），为独奏单簧管而作（2001）
- 《苦路》（德語：Kreuzweg），为2支双簧管和英国管而作（2001）
- 《圣殇》（義大利語：Pietà），为独奏小提琴而作的帕蒂塔（2001）
- 《哀歌》（Threnos）为独奏大提琴而作（2006）；为费尔曼比赛而作
- 《诗节》（德語：Strophen），为2支单簧管（以及低音单簧管）和钢琴而作（2007）

键盘
- 钢琴奏鸣曲（1985–1986）
- 《光与影》（Luces and Sombras），为钢琴而作的五首探戈（1999）
- Con mortuis in lingua mortua，为管风琴而作的三部作品（2000）
- 《拾穗》（德語：Nachlese）为钢琴而作（2010）；受瓦尔特·芬克80岁生日委托而作[10]

## 录音
基希纳的弥撒曲 Missa Moguntina 于1993年录制，独奏家为Maria Karb、艾莉森·布劳纳、Mads Elung-Jensen、Johannes M. Kösters和Gregory Reinhart，管风琴家Albert Schönberger，美茵茨主教座堂合唱团和圣马丁主教座堂唱诗班，以及由马蒂亚斯·布赖特沙夫特指挥的美茵茨主教座堂乐团。
他于1995年创作的单簧管、小提琴、大提琴和钢琴四重奏《流亡》（德語：Exil）的录音，在2015年录制的《超越时间》（英語：Beyond Time）中，与法比安·穆勒为女高音和乐队而作的《开始时》（德語：Am Anfang）以及梅西安的《时间终结四重奏》一起。
2016年，名为《我们死于生命中（拉丁語：Media vita in morte sumus）——福尔克尔·大卫·基希纳的声乐室内乐》的录音发行，包含三部歌曲集、《奥布西迪安歌曲》（德語：Obsidian-Gesänge），以达娜·奥布西迪安（德語：Dana Obsidian）的诗歌创作，为人声、圆号、小提琴、大提琴和钢琴而作（2013年），《世界的哭泣》（德語：Es ist ein Weinen in der Welt），以埃尔莎·拉斯克-许勒的诗歌创作，为人声和钢琴而作（2011-2013年），以及《我们死于生命中》，以埃里希·米歇尔斯伯格（德語：Erich Michelsberg）的诗歌创作，为女高音、单簧管、圆号、钢琴和弦乐三重奏而作（2006-2007年）。

## 奖项
1974年，基希纳因其第一部歌剧《婚礼》获得莱茵兰-普法尔茨青年作曲家奖。1977年，他获得莱茵兰-普法尔茨艺术奖，1992年获得美因茨古腾堡奖牌。1994年，基什内尔成为莱茵高音乐节颁发的莱茵高音乐奖的第一位获得者。1995年，他获得下萨克森州储蓄银行基金会和汉诺威县储蓄银行（德語：Kreissparkasse Hannover）的作曲家奖，2007年获得莱茵兰-普法尔茨州最高荣誉彼得·科内利乌斯奖牌。2014年，由于莱茵兰-普法尔茨州立青年交响乐团演奏的管弦乐作品《神秘河》（德語：Der mythische Fluss）的首演，基希纳被莱茵兰-普法尔茨州音乐协会授予“音乐文化服务奖”。